# Ida Lupino
Ida Lupino (4 tháng 2 năm 1918 – 3 tháng 8 năm 1995) là một nữ diễn viên và ca sĩ người Mỹ gốc Anh. Bà đã trở thành một đạo diễn và nhà sản xuất tiên phong-người phụ nữ duy nhất làm việc trong hệ thống phòng thu Hollywood trong những năm 1950 đã làm như vậy. Với công ty sản xuất độc lập của mình, bà đồng sáng tác và đồng sản xuất nhiều phim truyền tải thông điệp xã hội và là người phụ nữ đầu tiên đạo diễn một bộ phim noir, The Hitch-Hiker năm 1953. Trong sự nghiệp 48 năm, bà xuất hiện trong 59 phim và đạo diễn tám phim khác, chủ yếu ở Hoa Kỳ, nơi bà đã trở thành một công dân của nước này trong năm 1948. Phần lớn sự nghiệp sau này của bà với tư cách một nữ diễn viên, nhà văn và đạo diễn, là trên truyền hình, nơi bà đạo diễn hơn một trăm tập phim của các tác phẩm khác nhau, từ phim cao bồi miền tây, những câu chuyện siêu nhiên, phim hài tình huống, phim bí ẩn giết người và những câu chuyện về xã hội đen. Bà là người phụ nữ duy nhất đạo diễn các tập của bản gốc loạt phim The Twilight Zone và cũng là đạo diễn duy nhất đã đóng vai chính trong loạt phim này.

## Sự nghiệp điện ảnh
| Phim                              | Năm  | Vai                                   |
| --------------------------------- | ---- | ------------------------------------- |
| The Love Race                     | 1931 | Minor supporting role                 |
| Her First Affaire                 | 1932 | Anne                                  |
| The Ghost Camera                  | 1933 | Mary Elton                            |
| High Finance                      | 1933 | Jill                                  |
| Money for Speed                   | 1933 | Jane                                  |
| I Lived with You                  | 1933 | Ada Wallis                            |
| Prince of Arcadia                 | 1933 | The Princess                          |
| Search for Beauty                 | 1934 | Barbara Hilton                        |
| Come On, Marines!                 | 1934 | Esther Smith-Hamilton                 |
| Ready for Love                    | 1934 | Marigold Tate                         |
| Paris in Spring                   | 1935 | Mignon de Charelle                    |
| Smart Girl                        | 1935 | Pat Reynolds                          |
| Peter Ibbetson                    | 1935 | Agnes                                 |
| La Fiesta de Santa Barbara        | 1935 | Herself                               |
| Anything Goes                     | 1936 | Hope Harcourt                         |
| One Rainy Afternoon               | 1936 | Monique Pelerin                       |
| Yours for the Asking              | 1936 | Gert Malloy                           |
| The Gay Desperado                 | 1936 | Jane                                  |
| Sea Devils                        | 1937 | Doris Malone                          |
| Let's Get Married                 | 1937 | Paula Quinn                           |
| Artists and Models                | 1937 | Paula Sewell/Paula Monterey           |
| Fight for Your Lady               | 1937 | Marietta                              |
| The Lone Wolf Spy Hunt            | 1939 | Val Carson                            |
| The Lady and the Mob              | 1939 | Lila Thorne                           |
| The Adventures of Sherlock Holmes | 1939 | Ann Brandon                           |
| The Light That Failed             | 1939 | Bessie Broke                          |
| Screen Snapshots Series 18, No. 6 | 1939 | Herself                               |
| They Drive by Night               | 1940 | Lana Carlsen                          |
| High Sierra                       | 1940 | Marie                                 |
| The Sea Wolf                      | 1941 | Ruth Webster                          |
| Out of the Fog                    | 1941 | Stella Goodwin                        |
| Ladies in Retirement              | 1941 | Ellen Creed                           |
| Moontide                          | 1942 | Anna                                  |
| Life Begins at Eight-Thirty       | 1942 | Kathy Thomas                          |
| Forever and a Day                 | 1943 | Jenny                                 |
| The Hard Way                      | 1943 | Mrs. Helen Chernen                    |
| Thank Your Lucky Stars            | 1943 | Herself                               |
| In Our Time                       | 1944 | Jennifer Whittredge                   |
| Hollywood Canteen                 | 1944 | Herself                               |
| Pillow to Post                    | 1945 | Jean Howard                           |
| Devotion                          | 1946 | Emily Brontë                          |
| The Man I Love                    | 1947 | Petey Brown                           |
| Deep Valley                       | 1947 | Libby Saul                            |
| Escape Me Never                   | 1947 | Gemma Smith                           |
| Road House                        | 1948 | Lily Stevens                          |
| Lust for Gold                     | 1949 | Julia Thomas                          |
| Not Wanted                        | 1949 |                                       |
| Never Fear                        | 1949 |                                       |
| Woman in Hiding                   | 1950 | Deborah Chandler Clark                |
| Outrage                           | 1950 | Country Dance Attendee                |
| Hard, Fast and Beautiful          | 1951 | Seabright Tennis Match Supervisor     |
| On the Loose                      | 1951 | Narrator                              |
| On Dangerous Ground               | 1952 | Mary Malden                           |
| Beware, My Lovely                 | 1952 | Mrs. Helen Gordon                     |
| The Hitch-Hiker                   | 1953 |                                       |
| Jennifer                          | 1953 | Agnes Langley                         |
| The Bigamist                      | 1953 | Phyllis Martin                        |
| Private Hell 36                   | 1954 | Lilli Marlowe                         |
| Women's Prison                    | 1955 | Amelia van Zandt                      |
| The Big Knife                     | 1955 | Marion Castle                         |
| While the City Sleeps             | 1956 | Mildred Donner                        |
| Strange Intruder                  | 1956 | Alice Carmichael                      |
| The Twilight Zone                 | 1959 | Barbara Jean Trenton                  |
| Bonanza                           | 1959 | Annie O'Toole                         |
| Lucy-Desi Comedy Hour             | 1959 | Herself                               |
| Thriller                          | 1961 | Episode: The Last of the Sommervilles |
| Kraft Suspense Theatre            | 1963 | Harriet Whitney                       |
| The Twilight Zone                 | 1964 | Episode: The Masks                    |
| Bewitched                         | 1965 | Episode: A is for Aardvark            |
| Honey West                        | 1965 | Episode: How Brillig, O, Beamish Boy  |
| The Trouble with Angels           | 1966 |                                       |
| Columbo                           | 1972 | Roger Stanford's Aunt                 |
| Junior Bonner                     | 1972 | Elvira Bonner                         |
| The Strangers in 7A               | 1972 | Iris Sawyer                           |
| The Devil's Rain                  | 1975 | Mrs. Preston                          |
| The Food of the Gods              | 1976 | Mrs. Skinner                          |
| Charlie's Angels                  | 1977 | Gloria Gibson                         |
| My Boys are Good Boys             | 1978 | Mrs. Morton                           |

## Phát thanh
| Năm  | Chương trình         | Phần        |
| ---- | -------------------- | ----------- |
| 1944 | Screen Guild Players | High Sierra |
| 1944 | Suspense             | The Sisters |